# Girdlestone-Operation

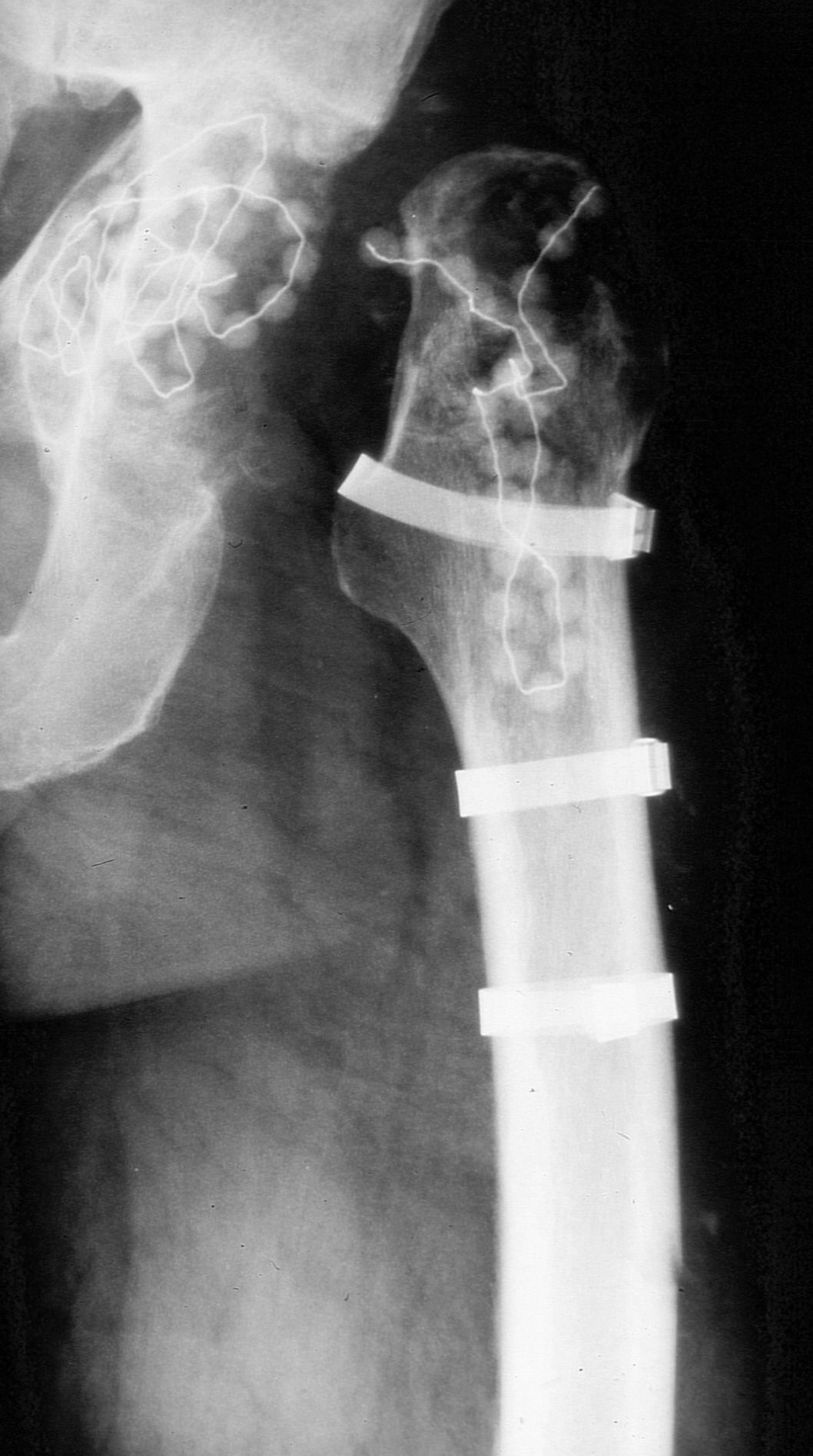
Girdlestone-Hüfte nach Ausbau einer infizierten Endoprothese

Die Girdlestone-Operation ist ein operativer Eingriff in der Orthopädie und Unfallchirurgie, bei dem der Femurkopf reseziert wird. Eine solche Girdlestone-Hüfte entsteht auch durch den (zunächst) ersatzlosen Ausbau einer infizierten Endoprothese.

## Geschichte
Die Resektion des Hüftkopfes zur Behandlung der schweren Zerstörung von Femurkopf und/oder Acetabulum, beispielsweise durch eine Femurkopfnekrose, eine eitrige Koxitis oder eine destruierende Hüftgelenksarthrose wurde in den 1940er Jahren durch den englischen Orthopäden Gathorne Robert Girdlestone (1881–1950) vorgeschlagen und nach ihm benannt.

## Indikation
Durch die Entwicklung der modernen Endoprothetik wird die Indikation zur Girdlestone-Operation seit der zweiten Hälfte des 20. Jahrhunderts nur noch ausnahmsweise gestellt. Nur bei schweren, eitrigen Hüftgelenksentzündungen muss primär auf die Implantation einer Prothese verzichtet werden, in diesen Fällen wird vorläufig eine Girdlestone-Situation angelegt und die prothetische Versorgung nach Ausheilung des Infektes angestrebt.
Häufiger kommt die Girdlestone-Plastik bei der Behandlung septischer Komplikationen nach Implantation einer Hüftgelenkendoprothese zum Einsatz: Hier wird das Kunstgelenk ausgebaut, die Girdlestone-Situation so lange belassen, bis der Infekt beruhigt ist, und danach – wenn möglich – eine neue Prothesenversorgung angestrebt.

## Operation
Das Hüftgelenk wird über einen längsverlaufenden seitlichen Hautschnitt aufgesucht und die Gelenkkapsel entfernt. Der Schenkelhals wird mit der oszillierenden Säge abgesetzt und der Hüftkopf entnommen. Die in diesen Fällen meist schwer zerstörte Pfanne wird ausgefräst. Sämtliches infiziertes oder nekrotisches Gewebe wird entfernt, zur Infektsanierung werden gegebenenfalls gentamicinhaltige Kugelketten eingebracht, die ihren antibiotischen Wirkstoff über längere Zeit hinweg in hoher Konzentration an das umliegende Gewebe abgeben. Blut und Wundsekret werden in den ersten Tagen über Redon-Drainagen abgesaugt.

## Nachbehandlung
Eine teilweise Belastung des betroffenen Beines ist erst mehrere Wochen nach der Operation, wenn sich tragfähiges Narbengewebe in der Hüftpfanne und rund um das obere Femurende gebildet hat, möglich. Die krankengymnastische Mobilisierung erfolgt daher zunächst unter Entlastung. Die Einstellung des Femurstumpfes zum oberen Pfannenrand beziehungsweise zur Hüftpfanne kann durch Verordnung von entsprechenden Orthesen gefördert werden. Die Beinlängenverkürzung wird durch Absatzerhöhung ausgeglichen. Das Gehen ist nach Abheilung für kurze Strecken mit Unterarmgehstützen nahezu schmerzlos möglich.
Eine niederländische Arbeitsgruppe berichtete, dass 37 % der behandelten Patienten in der Lage waren, ohne oder mit nur einer Gehstütze zu gehen, 63 % benötigten zwei Gehstützen; keiner der Patienten habe Probleme beim Sitzen.